# Edicions Vitel·la
Edicions Vitel·la és una editorial catalana, amb seu a Bellcaire d'Empordà. Inicià la seva trajectòria al juny del 2006 a l'empara de diverses col·leccions de textos i estudis literaris: la Philologica, dirigida pel Dr. Albert Rossich, catedràtic de Filologia Catalana de la Universitat de Girona, amb l'objectiu de fer una aportació rigorosa al món editorial des de l'àmbit de la filologia; els Studia Humanitatis, dirigida per la Dra. Mariàngela Vilallonga, catedràtica de Filologia Llatina de la Universitat de Girona, i el Dr. Antoni Cobos.
Més endavant, s'inicien i es consoliden les següents col·leccions: Turisme cultural-Cultural Tourism, dirigida per la Dra. Dolors Vidal de la Universitat de Girona. Discursos, una col·lecció d'assajos, dirigida pel Dr. José Luis Rodríguez García, de la Universitat de Saragossa; Petita Vitel·la, una col·lecció d'àlbums il·lustrats adreçat al públic infantil, i la col·lecció Dones il·lustres de les comarques gironines.
Edita obres d'autors de prestigi com Albert Rossich, Montserrat Abelló o Maria Mercè Roca i clàssics com l'Speculum al foder, Francesc Fontanella, Joan Ramis, Joan Margarit i Pau, Joan Ramon Ferrer, o l'obra poètica de Michelangelo Buonarroti (traduïda per Miquel Desclot). Té publicada també la poesia completa de Maria Àngels Anglada, en una obra publicada el 2010, en el desè aniversari de la mort de la poetessa, i prologada pel seu amic personal Sam Abrams.
Des de fa un temps, també publica obres d'autors emergents, com és el cas del poeta i bibliotecari Albert Carol Bruguera.